# Zala 421-02
ZALA 421-02 — беспилотный вертолёт марки ZALA компании «Беспилотные системы» (Ижевск).
Первый полёт дрон совершил в 2005 году. Бортовое оборудование включает инфракрасную и электрооптическую камеры. Фюзеляж изготовлен из сверхлёгких композитных материалов. Передача данных на станцию управления аппаратом осуществляется в режиме реального времени по защищённому цифровому каналу.

## Тактико-технические характеристики
ТТХ:
- Диаметр несущего винта, м 3.064
- Длина — 2.64 м.
- Высота — 0.795 м.
- Ширина — 0.56 м.
- Масса: 
  - пустого — 40 кг.
  - максимальная взлётная — 95 кг.
  - целевой нагрузки — до 50 кг.
- Тип двигателя — 1 ПД
- Мощность — 1 х 20 л. с.
- Максимальная скорость — 150 км/ч.
- Крейсерская скорость — 80 км/ч.
- Радиус действия — 50 км.
- Продолжительность полета — 6 ч.
- Практический потолок — 4000 м.